# Les Halles

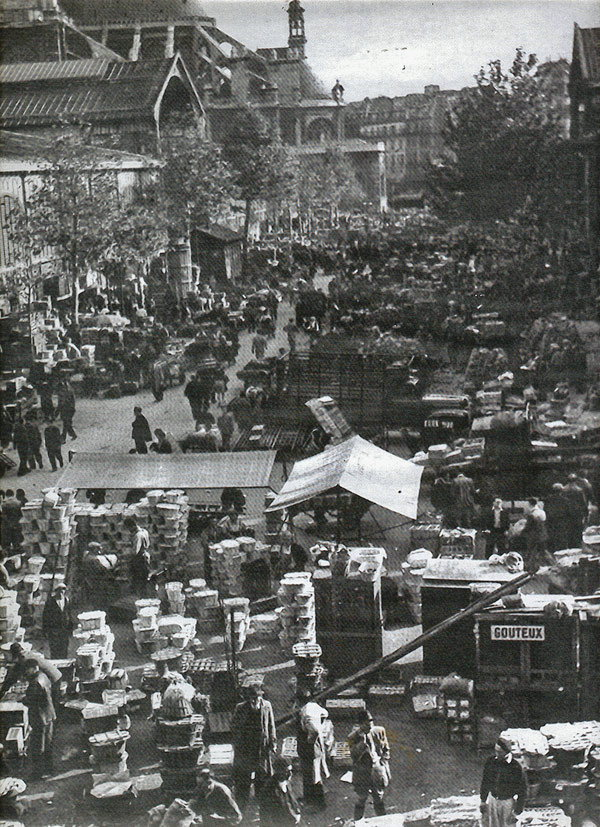
La strada centrale che divide in due les Halles all'altezza dell'abside della Chiesa di Saint-Eustache negli anni Settanta.

Les Halles de Paris è stato il nome delle halles centrales, mercato di vendita all'ingrosso di prodotti alimentari freschi, situato nel primo arrondissement, il cuore della capitale francese. Les Halles è inoltre il nome del quartiere circostante. A metà del XIX secolo l'architetto Victor Baltard fu incaricato di progettare i celebri padiglioni che ospitarono il mercato fino agli anni Settanta del secolo scorso, quando furono trasferiti al Marché international de Rungis. Nell'ambito di un vasto processo di ristrutturazione del quartiere, i padiglioni di Baltard sono poi stati sostituiti dal Forum des Halles, un centro commerciale sotterraneo, e in superficie dai cosiddetti parapluies e dal Jardin des Halles. 
Un nuovo progetto di ristrutturazione è partito nel 2012 e terminato nel 2016, e ha visto il rinnovamento del Jardin des Halles, del Forum e la costruzione di una vasta copertura, la Canopée, nella parte orientale del sito.
Nel 1908 fu aperta l'omonima stazione della metropolitana e nel 1977 quella della RER, che oggi costituiscono uno degli snodi principali del sistema di trasporti pubblici dell'Île-de-France.

## Storia

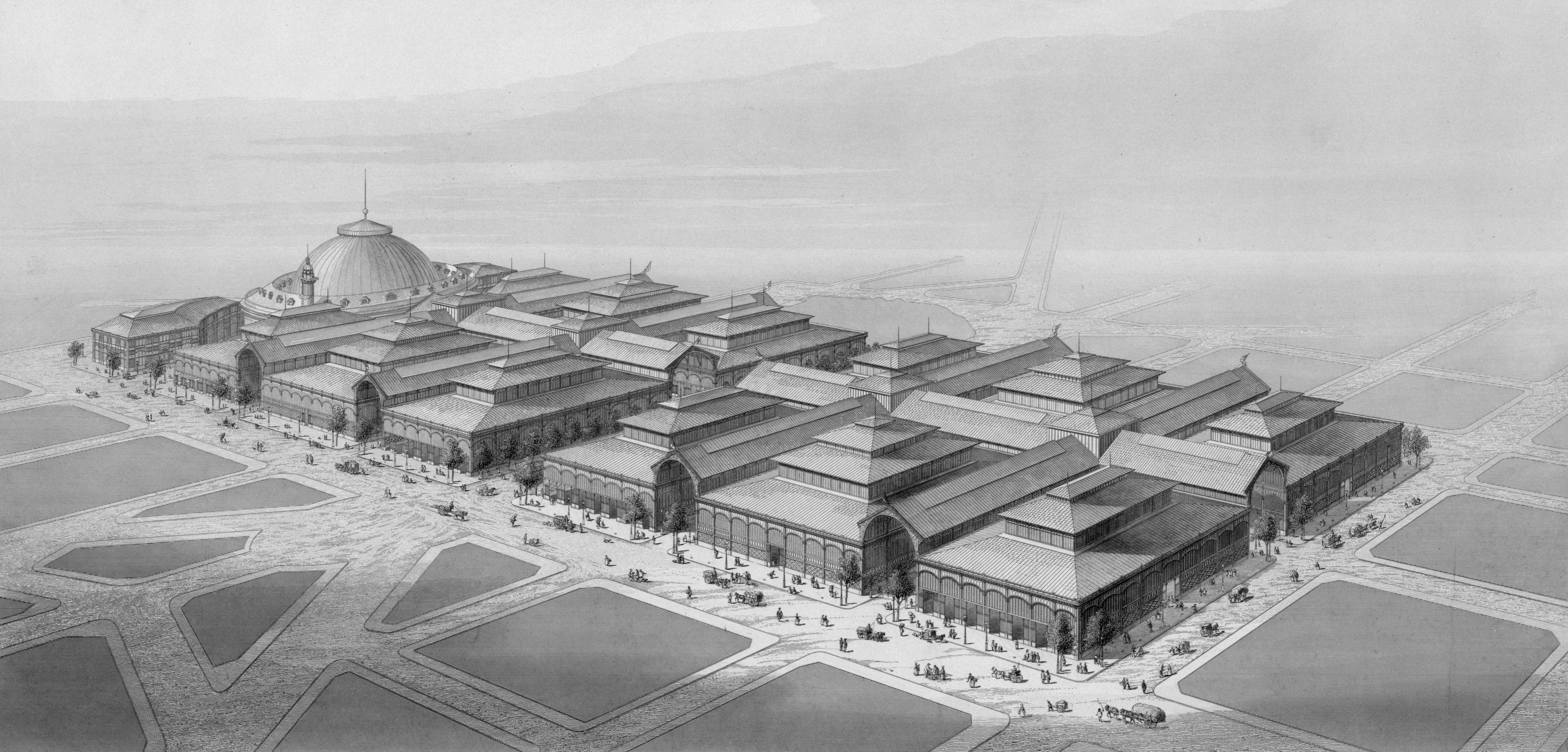
I padiglioni Baltard di Les Halles nel 1863

Les Halles era il tradizionale mercato centrale di Parigi. Nel 1183 il re Filippo II ampliò l'area che ospitava il mercato di Parigi e fece costruire una struttura per riparare i commercianti che venivano da tutta la regione per vendere le loro merci. La Chiesa di Saint-Eustache fu costruita nel XVI secolo. La Halle aux Blés (borsa del grano), progettata da Nicolas Le Camus de Mézières, fu costruita tra 1763 e 1769 nella parte occidentale de Les Halles. La corte circolare fu poi ricoperta da una cupola e l'edificio fu riconvertito nel 1889 nella Borsa di commercio.
Negli anni cinquanta del XIX secolo furono costruiti i padiglioni di vetro e acciaio dell'architetto Victor Baltard. Les Halles divenne celebre grazie al romanzo Il ventre di Parigi di Émile Zola, ambientato nel movimentato mercato della Parigi ottocentesca. Nel 1858 il compositore Jacques Offenbach vi ambientò l'operetta in un atto Mesdames de la Halle. Il pittore Léon Lhermitte realizzò una tela di grandi proporzioni, per il Municipio di Parigi, dal titolo Les Halles: il mercato vi era rappresentato in una atmosfera variopinta e tumultuosa.

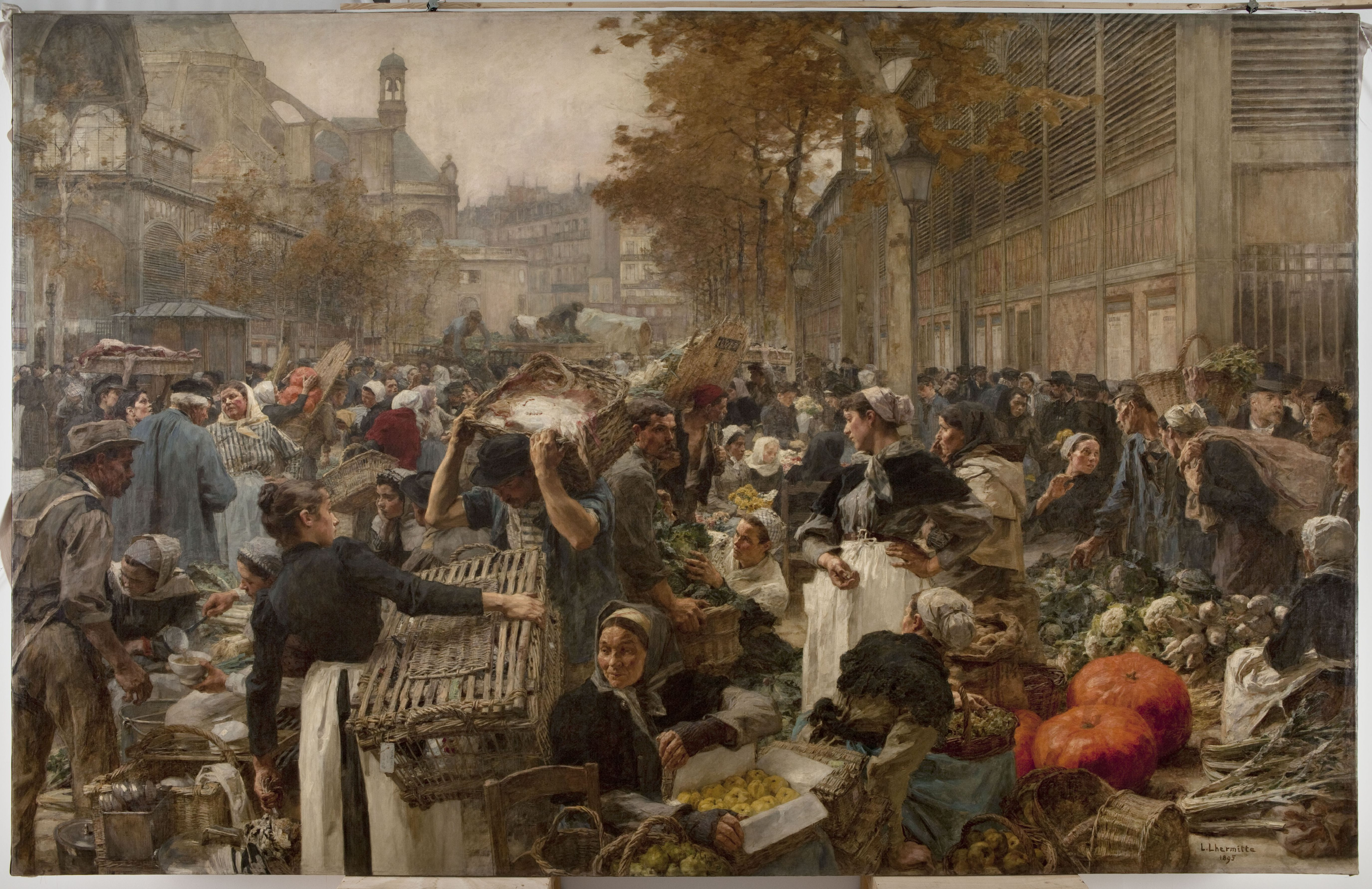
Les Halles di Léon Augustin Lhermitte (1895)

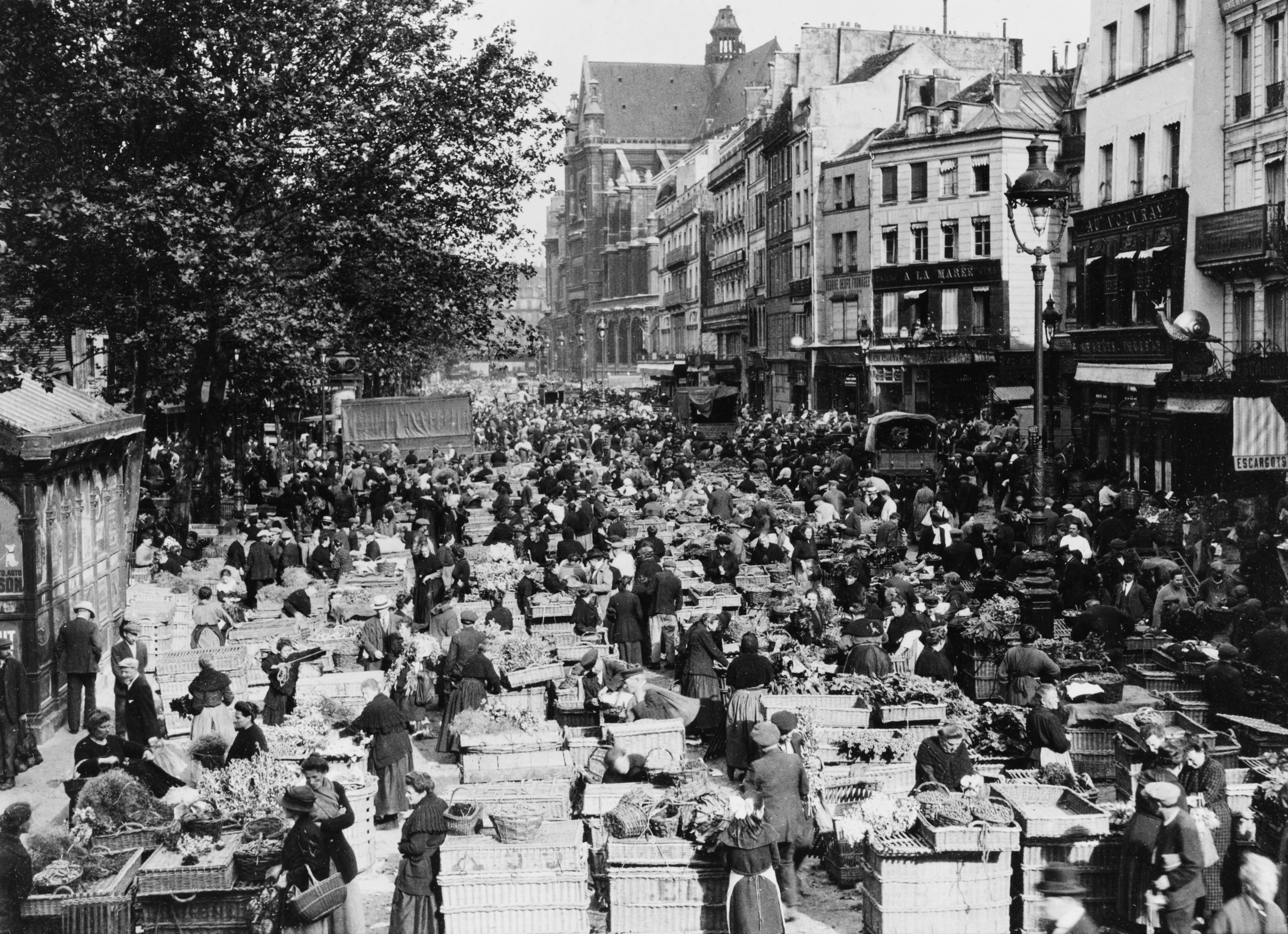
Mercato a Les Halles nel 1920 circa.

Non essendo in grado di competere nella nuova economia di mercato e trovandosi in una zona troppo centrale della città, Les Halles vennero smantellate nel 1971; l'intero mercato generale fu trasferito in periferia, a Rungis, nel nuovo Marché international. Due dei padiglioni originali de Les Halles furono smontati e ricostruiti altrove, uno a Nogent-sur-Marne, Île-de-France, e l'altro a Yokohama in Giappone.

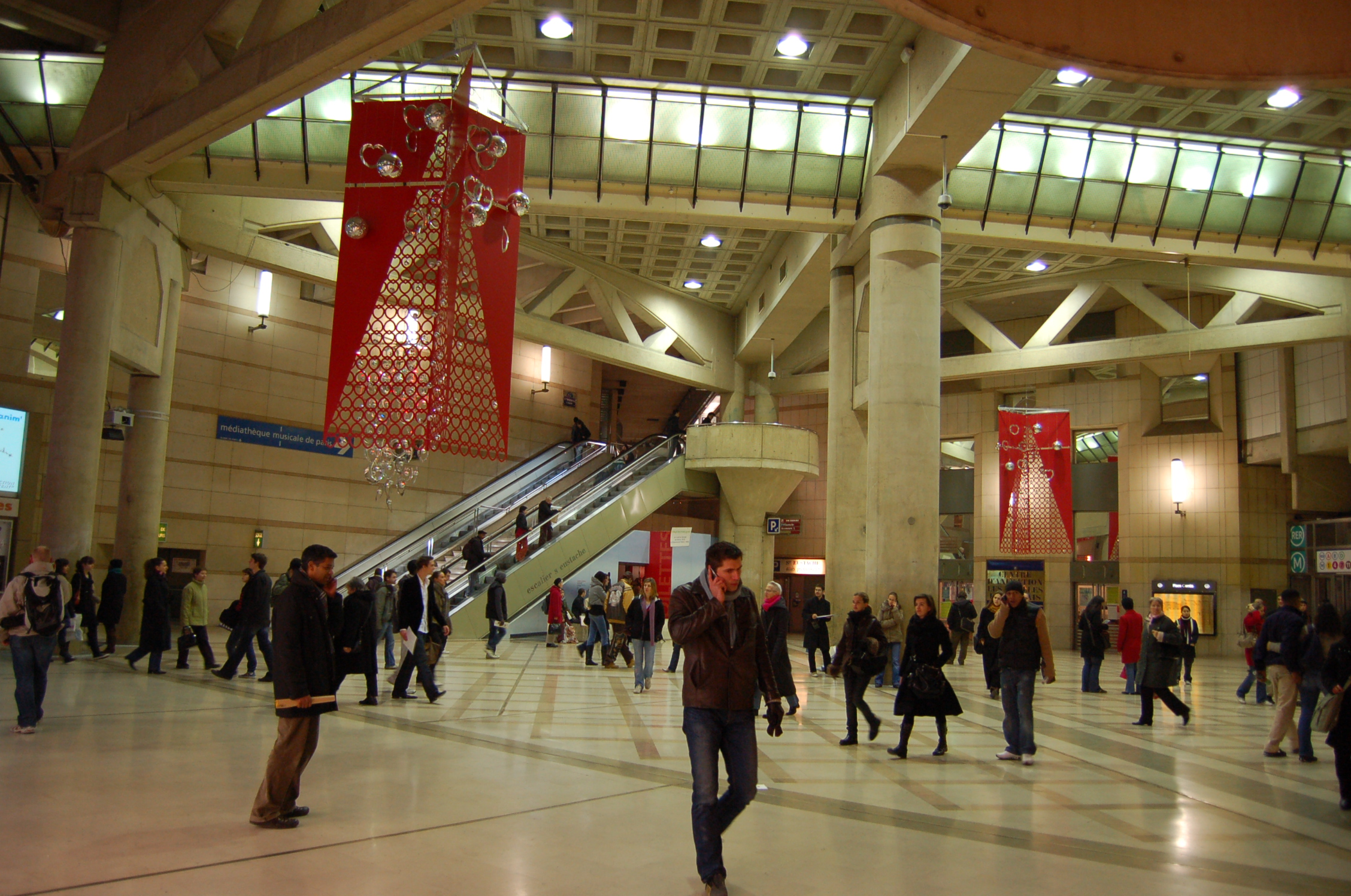
La Place carrée nel sottosuolo del quartiere della Halles.

Tra il 1970 e il 1986 la zona fu interessata da una complessa operazione urbanistica, realizzata per fasi e alla cui realizzazione concorsero lo Stato e il Comune di Parigi, con il coinvolgimento di partner privati e il contributo di numerosi progettisti. Era previsto che il sito ospitasse una stazione della futura (Réseau express régional), una nuova rete di trasporti realizzata agli inizi degli anni Settanta del secolo scorso avvalendosi di alcuni tronchi preesistenti che per l'occasione furono ristrutturati e prolungati, facendoli convergere nella zona delle Halles. Il piano generale mirava a creare un'interconnessione fra due delle tre linee che collegano la città a sud, est e ovest, e con tre linee della metropolitana (cui si sarebbe aggiunta una quarta nel 1998). Per diversi anni la zona fu un enorme cantiere a cielo aperto, soprannominato le trou des Halles (trou = buco) ai piedi della storica chiesa di Saint-Eustache. La costruzione della gigantesca stazione sotterranea, denominata Châtelet-Les Halles, fu ultimata nel 1977.
Il Forum des Halles, un centro commerciale sotterraneo, aprì nel 1979 nella parte est del sito. A questo si aggiunsero nel 1983 le strutture fuori terra, i cosiddetti parapluies de Willerval (dal nome del progettista Jean Willerval), una serie di padiglioni in cemento, metallo e vetro fumé, destinati soprattutto ad attività commerciali e culturali, e nel 1987 fu completato il Jardin des Halles, un giardino pubblico di oltre quattro ettari. Nell'ambito del progetto, furono realizzate una mediateca e una piscina sotterranea, furono aperti dei sottovia automobilistici e una galleria pedonale (la place carrée), demoliti e ricostruiti alcuni edifici, e molte delle strade circostanti pedonalizzate. 

La Canopée alla sua inaugurazione il 5 aprile 2016.

La stazione Châtelet-Les Halles è la più frequentata di Parigi, essendo utilizzata da oltre 750 000 persone ogni giorno.
Nel 2002 il sindaco Bertrand Delanoë annunciò che il comune di Parigi avrebbe iniziato una serie di consultazioni pubbliche, aventi per oggetto la ristrutturazione della zona delle Halles Fu quindi organizzato un concorso internazionale per la ristrutturazione urbanistica del Forum, dei parapluies, della stazione della RER e dei giardini pubblici. Dopo una prima scrematura, rimasero in pista quattro finalisti: Jean Nouvel, Winy Maas, David Mangin e Rem Koolhaas. Nel 2004, l'incarico fu assegnato a David Mangin. Tuttavia il sindaco di Parigi preferì indire un ulteriore concorso per la sistemazione del quadrilatero occupato dai parapluies e, nel sottosuolo, dal Forum e dalla stazione (il cosiddetto carreau). Nel 2007, in occasione di questo secondo concorso, furono selezionati dieci progetti: di questi, fu scelta la proposta di Patrick Berger e Jacques Anziutti. Il loro progetto prevede una grande struttura in acciaio e vetro ondulato, la "Canopée", a copertura del Forum rinnovato e destinata a ospitare attività culturali e commerciali.
La realizzazione dell'operazione complessiva, che include i giardini pubblici, il Forum, la stazione e la Canopée, è iniziata nel 2010. La Canopée è stata inaugurata il 5 aprile 2016.